# Rabbe Enckell
Rabbe Enckell, nome completo Rabbe Arnfinn Enckell (Tammela, 3 marzo 1903 – Helsinki, 17 giugno 1974), è stato un poeta, scrittore e drammaturgo finlandese di lingua svedese, uno dei maggiori esponenti della rinascita poetica svedese-finlandese iniziata nel gli anni '20.

## Biografia
Enckell effettuò corsi di studio artistici in Francia e in Italia. La sua prima raccolta di poesie incentrata sulla natura impressionista, Dikter (Poesia), fu pubblicata nel 1923. In questa raccolta e in quella successiva intitolata, Flöjtblåsarlycka (La felicità del flautista, 1925), Enckell descrive con l'occhio di un pittore le deliziose sfumature dei fenomeni della natura. Appartenente al movimento modernista, della quale fu considerato il maggior teorico assieme a Gunnar Björling, collaborò con il giornale d'avanguardia Quosego nel 1928-1929.
Dopo aver scritto alcuni romanzi semiautobiografici, tra cui Ljusdunkel (Chiaroscuro, 1930), Enckell torna alla poesia con Vårens cistern (La Cisterna della Primavera, 1931), seguito da Tonbrädet (La cassa di risonanza, 1935). Queste ultime opere si caratterizzarono per una dizione poetica più moderna e influenzata dall'opera di T. S. Eliot. Valvet (La cassaforte), un'altra raccolta delle sue poesie, venne data alle stampe nel 1937.
Studioso di poesia e mitologia classica, Enckell fece uso di parallelismi classici per drammatizzare e affrontare i problemi contemporanei in una serie di commedie in versi tra cui Orfeus och Eurydike (1938), Hecuba (Ecuba, 1952), e Alkman (1959). Enckell approfondì questa sua preoccupazione per i miti classici della Grecia e soprattutto questa sua ieratica esigenza etica in una ricerca sempre più complessa di un pathos tragico che si riallaccia all'esempio sofocleo, nella sua più importante raccolta di poesie, Andedräkt av koppar (Respiro cupreo, 1946). Da ricordare Nike flyr i vindens klädnad (Nike fugge nelle vesti del vento, 1947), un'ampia scelta di tutta la produzione lirica curata dall'autore stesso.
Di notevole interessa la sua raccolta di aforismi Traktat (Trattato, 1953).
Enckell fu una personalità versatile e si dedicò anche alla pittura e alla critica d'arte.

## Opere
- Dikter (Poesia, 1923);
- Flöjtblåsarlycka (La felicità del flautista, 1925);
- Ljusdunkel (Chiaroscuro, 1930);
- Vårens cistern (La Cisterna della Primavera, 1931);
- Tonbrädet (La cassa di risonanza, 1935);
- Orfeus och Eurydike (Orfeo ed Euridice, 1938);
- Andedräkt av koppar (Respiro cupreo, 1946);
- Nike flyr i vindens klädnad (Nike fugge nelle vesti del vento, 1947);
- Hecuba (Ecuba, 1952);
- Alkman (1959).